# Comfort ambientale
Si definisce comfort ambientale quella particolare condizione di benessere determinata, in funzione delle percezioni sensoriali di un individuo inserito in un ambiente, da temperatura, umidità dell'aria e livello di rumorosità e luminosità rilevati all'interno dell'ambiente. Da tale definizione si ha una distinzione tra benessere termo-igrometrico, benessere acustico e benessere luminoso.
Il comfort ambientale si identifica con il benessere psicofisico delle persone che vivono un ambiente (casa, ufficio) ed è una sensazione dipendente da determinate condizioni ambientali che sono in gran parte pianificabili e quindi rientranti nella responsabilità del progettista, ad esempio nelle fasi di progettazione, realizzazione e gestione di un green building.

## Il benessere termo - igrometrico
Il benessere termoigrometrico o thermal comfort è definito dall'American Society of Heating Ventilation and Air-conditioning Engineers (ASHRAE) come quel particolare stato della mente che esprime soddisfazione con l'ambiente circostante.
Gli studi-esperimenti condotti dal danese P. Ole Fanger hanno messo in evidenza come in edifici residenziali con scadenti condizioni di comfort termoigrometrico il rischio di malattie polmonari, soprattutto nei bambini, è molto alto. Gli studi condotti su edifici per uffici dimostrano che il discomfort termoigrometrico crea un decisivo abbattimento del grado di attenzione e il conseguente rendimento.
Secondo gli studi e le teorie di Fanger il benessere termoigrometrico in un edificio si raggiunge a seconda delle relazioni che si instaurano tra le variabili soggettive e le variabili ambientali.
Più recenti studi sul comfort negli edifici mettono in evidenza che oltre alle suddette variabili la sensazione di comfort è strettamente connessa ad aspetti psicologici, culturali e sociali dell'individuo, è funzione del tempo e della capacità di adattamento dell'individuo rendendo quindi non semplice quantificare lo stato di benessere che dovrebbe almeno tenere conto del sesso, dell'età delle persone e del relativo stato di salute.
Quest'ultima teoria conosciuta come Adaptive method cioè metodo adattivo è stata avanzata da studiosi quali G.S. Brager, R.J. de Dear, M.A. Humphreys, J.F. Nicols. 
Diversi studi mostrano anche come in presenza di situazioni di discomfort calano drasticamente le prestazioni nello svolgere compiti impegnativi.

### Variabili soggettive
Con riferimento al benessere termoigrometrico, le variabili soggettive sono relative all'attività che l'individuo svolge all'interno dell'ambiente e al tipo di vestiario.
- L'attività metabolica di un individuo trasforma l'energia chimica prodotta dall'assunzione del cibo in energia termica. La potenza metabolica viene riferita all'unità di superficie corporea W/m2 e normalmente l'attività metabolica di un individuo è espressa in met. 1 met corrisponde a 58,2 W/m2. 
I valori met per diverse attività fisiche sono indicati nella norma UNI EN ISO 7730

### Variabili ambientali
Sono le quattro variabili che dipendono dalle condizioni climatiche esterne ed interne all'edificio e che influenzano il benessere termoigrometrico:
- Temperatura dell'aria: si misura in °C
- Umidità relativa dell'aria interna: indica il rapporto tra la quantità di vapore contenuto da una massa d'aria e la quantità massima che ne può contenere quella massa d'aria nelle stesse condizioni di temperatura e pressione. Si misura quindi in percentuale %.
- Temperatura media radiante: espressa in °C, si calcola come media delle temperature delle pareti interne all'ambiente, compresi soffitto e pavimento.
- Velocità dell'aria: espressa in m/s

### Indici del benessere termoigrometrico
Si tratta di indici di livelli di comfort che nascono dalle relazioni tra il funzionamento del corpo umano e la sensazione di benessere termico. La norma UNI EN ISO 7730 ne individua due:
- Il Predicted Mean Vote PMV, ovvero Voto Medio Previsto, è un indice di valutazione dello stato di benessere di un individuo e tiene conto delle variabili soggettive e ambientali; si tratta quindi di una funzione matematica che dà come risultato un valore numerico su una scala con range -3 (indice di sensazione di troppo freddo) a +3 (indice di sensazione di troppo caldo), dove lo zero rappresenta lo stato di benessere termico. Essendo un indice medio riferito ad un gruppo di individui, il raggiungimento del PMV pari a zero non significa che l'intero gruppo ha raggiunto le condizioni di benessere.
- Il Percentage of Person Dissatisfied PPD, esprime la percentuale di persone insoddisfatte in un determinato ambiente

## Il benessere acustico
Il benessere acustico risulta essere quella condizione in cui un soggetto non sia disturbato nella sua attività dalla presenza di altri suoni e non subisca danni all'apparato uditivo provocati da un'esposizione più o meno prolungata a fonti di rumore.
La difesa dal rumore è una esigenza primaria; l'esposizione al rumore, infatti, provoca disturbo psicologico e ostacola lo svolgimento delle normali attività di un essere umano, riducendone il rendimento e la capacità di concentrazione.

### Valutazione del comfort acustico
Il criterio di valutazione del comfort acustico fa riferimento al concetto di livello sonoro. Il livello della pressione sonora rappresenta l'incremento in scala logaritmica della pressione dell'aria rispetto ad una situazione di quiete dell'aria stessa. In relazione al tipo di ambiente e all'attività svolta in tale ambiente viene definito un livello sonoro di normale tollerabilità, ovvero una soglia massima di rumore ritenuta accettabile perché non provoca disagio sull'utente. Il superamento di tale soglia porta alla perdita della condizione di benessere.
Nei confronti della rumorosità all'interno degli organismi edilizi la progettazione deve prospettare le soluzioni tecnologiche ed architettoniche capaci di realizzare le condizioni per il benessere acustico degli individui. 

### Il rumore
Il rumore è quella sensazione che l'orecchio trasmette al cervello e che è provocata da variazioni di pressione dell'aria sul timpano. Il rumore è la somma di più suoni “puri”. Ogni rumore è caratterizzato da una frequenza e da un'ampiezza. Maggiore è l'ampiezza e maggiore risulta l'intensità del rumore percepito. La frequenza invece dà luogo a rumori gravi o acuti. Questi ultimi sono i più disturbanti.
Il suono si propaga nell'aria, ma anche nei diversi materiali, con velocità diversa.
Diverse sono le fonti di rumore. Nel caso di un ambiente confinato possiamo distinguere le fonti esterne all'edificio dalle fonti interne.
Le fonti esterne sono essenzialmente costituite dal traffico veicolare e dalla eventuale presenza, in prossimità dell'edificio, di attività produttive industriali. Il rumore prodotto da tali fonti si propaga per via aerea e poi penetra all'interno dell'edificio attraverso il suo involucro.
Le fonti di rumore interne, che possono riguardare specificatamente l'ambiente oggetto di studio o altri ambienti dello stesso edificio, sono gli impianti (ascensori, montacarichi, l'impianto idraulico, ecc.), gli elettrodomestici, le apparecchiature radio-televisive, voci e grida degli occupanti l'edificio. In questo caso la propagazione avviene sia per via aerea sia attraverso le parti solide della costruzione.

### La trasmissione del rumore
La trasmissione del rumore avviene in genere secondo due distinti meccanismi di propagazione: 
- Trasmissione per via aerea, quando il rumore si propaga liberamente nell'aria senza incontrare ostacoli solidi;
- Trasmissione per via strutturale, quando il rumore si propaga attraverso le strutture solide tramite vibrazione elastiche (appartiene a questa categoria il rumore da calpestio); la trasmissione strutturale termina quando la vibrazione arriva ad una struttura che, vibrando a contatto con l'aria, dà origine alla propagazione per via aerea.

Inoltre, per ogni componente edilizio bisogna distinguere tra:
- Trasmissione diretta: quando la trasmissione dell'energia sonora nell'ambiente ricevente avviene solo attraverso il componente considerato;
- Trasmissione laterale: quando la trasmissione dell'energia sonora nell'ambiente ricevente avviene attraverso le strutture adiacenti a quella considerata.

### Isolamento acustico
Per definizione l'isolamento acustico è pari alla differenza tra i valori medi dei livelli di pressione sonora che si hanno in due ambienti adiacenti, quello sorgente in cui è la sorgente del rumore e quello ricevente in cui è posizionato il ricevitore. Tale valore non è una proprietà intrinseca del componente edilizio, la grandezza isolamento acustico dipende infatti: 
- Dalle proprietà acustiche del singolo componente;
- Dalle proprietà meccaniche delle strutture;
- Dalle proprietà di assorbimento acustico dei materiali delle superfici interne dei locali che determinano il tipo di campo sonoro riverberante all'interno dei due ambienti.

Il potere fonoisolante è un parametro globale, un requisito prestazionale richiesto al sistema. Il fonoassorbimento, legato al coefficiente di assorbimento acustico, è una caratteristica intrinseca del materiale che indica la quantità di potenza sonora, rispetto alla potenza incidente, che non viene restituita all'ambiente sorgente e che quindi viene assorbita dalla parete stessa. Quest'ultimo parametro è particolarmente significativo per la progettazione del condizionamento acustico di ambienti di grosse dimensioni. Consiste nel ridurre rumori indesiderati mantenendo un livello della pressione sonora il più possibile costante nelle varie zone di uno stesso ambiente superando la difficoltà di eliminare difetti di riverberazione e concentrazioni acustiche.

## Il benessere luminoso
Condizioni di benessere luminoso in un ambiente si ottengono con una giusta quantità di luce, sia di giorno che di notte. Una quantità di luce eccessiva può stancare eccessivamente l'occhio fino a portare alla sindrome da fatica visiva.
Di giorno occorre permettere che un'adeguata quantità di luce esterna possa entrare nell'ambiente. È quindi opportuno avere un'adeguata superficie finestrata.
Per la notte e per i giorni non soleggiati, l'ambiente dovrà essere dotato di opportuna illuminazione artificiale.

## Parole chiave
- Fonoassorbimento
- Rumore